# Leptosiphon latisectus
Leptosiphon latisectus är en blågullsväxtart som först beskrevs av E.G. Buxton, och fick sitt nu gällande namn av J.M. Porter och L.A. Johnson. Leptosiphon latisectus ingår i släktet Leptosiphon och familjen blågullsväxter. Inga underarter finns listade i Catalogue of Life.